# Відень-Майдлінг
48°10′30″ пн. ш. 16°20′07″ сх. д. / 48.175° пн. ш. 16.335278° сх. д.
Майдлінзький вокзал (нім. Bahnhof Wien Meidling) — другий за значенням вокзал Відня після Головного.
Розташований приблизно за три кілометри на захід від Головного вокзалу. Шляхи південного та західного напрямів віденських залізниць розходяться лише після Майдлінзького вокзалу, тому всі потяги, що прямують з Головного у цих напрямках, зупиняються тут.
На вокзал є вихід з однойменної станції метро (до жовтня 2013 називалася Філадельфіабрюке, Philadelphiabrücke). Крім того, вокзал доступний трамвайною лінією Відень — Баден, міською трамвайною лінією 62 і низкою автобусних маршрутів.